# Jemanzselinszki járás

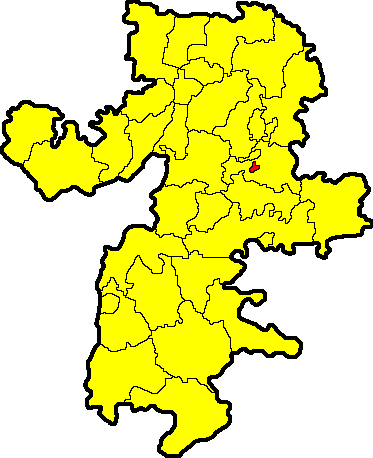
A Jemanzselinszki járás a Cseljabinszki területen

A Jemanzselinszki járás (oroszul Еманжелинский район) Oroszország egyik járása a Cseljabinszki területen. Székhelye Jemanzselinszk.

## Népesség
- 2010-ben 53 004 lakosa volt, melyből 46 167 orosz, 2 303 tatár, 1 182 ukrán, 551 baskír, 516 német, 203 cigány, 197 fehérorosz, 142 üzbég, 132 mordvin, 124 görög, 102 kazah stb.